# Fritz Essenfelder
Frederico Fernando Essenfelder (Buenos Aires, 23 de junho de 1891 — Curitiba, 27 de fevereiro de 1952), conhecido como Fritz Essenfelder, foi um futebolista teuto-brasileiro que atuou como meio-campista.
Fez parte do grupo que fundou o Coritiba Foot Ball Club, sendo considerado um dos pioneiros do futebol no Paraná e o primeiro ídolo do clube, assim como o primeiro capitão. Pelo Coxa, atuou como meio-campista entre 1909 a 1917.

## Biografia
Nasceu em Buenos Aires, na Argentina, como filho de recém imigrantes alemães. Lá o seu pai fundou sua primeira fábrica de pianos. Em 1904 sua família torna a imigrar, desta vez, para cidade de Pelotas, no Rio Grande do Sul, e Frederico passa a trabalhar com seu pai diretamente na fábrica de pianos da família. 
Frederico Essenfelder, que, naquela cidade, já praticava futebol desde o ano de 1905, integrou a equipe do Pelotas. Posteriormente, também atuou pelo União Bandeirante. 
Por falta de madeiras apropriadas para o desenvolvimento da produção, no ano de 1907, a família e sua empresa rumam para a cidade de Curitiba, a fim de possibilitar o crescimento da indústria e fundou a F. Essenfelder & Cia. Ltda., em anos mais tarde a produção dos pianos do mais alta qualidade no Brasil.
Em Curitiba, já existia o Clube Ginástico Teuto-Brasileiro e os seus associados tentavam jogar o futebol após a aquisição de uma bola. Em 1909, Fritz Essenfelder juntou-se ao grupo do Teuto-Brasileiro e lhes ensinou fundamentos e técnicas, que passaram a se reunir com mais frequência e decidiram fundar um clube de futebol.
O clube de futebol criado pelo grupo foi o Coritiba Foot Ball Club e na ata de fundação, foi observado que Fritz seria nomeado capitão do time, pela sua liderança.
Frederico Essenfelder foi campeão paranaense de 1916 pelo Coritiba, sendo este o primeiro título do clube.
| “                    | Fritz fez no Paraná o que Charles Miller produziu no Brasil: divulgou a bola e o jogo apaixonante. | ” |
| — Luiz Geraldo Mazza | |   |